# Tenuipalpus gatoomensis
Tenuipalpus gatoomensis är en spindeldjursart som beskrevs av Meyer 1979. Tenuipalpus gatoomensis ingår i släktet Tenuipalpus och familjen Tenuipalpidae. Inga underarter finns listade i Catalogue of Life.